# روبرت ألتر
روبرت ألتر (بالإنجليزية: Robert Alter)‏ هو صحفي ومترجم أمريكي، ولد في 2 أبريل 1935 في نيويورك في الولايات المتحدة.